# 履歷
履历（英語：Resume）是求職者向企業介紹自身經歷的文件，旨在呈現個人特質、能力、經驗，以爭取面試機會。

## 履歷和個人簡歷的差異

### 履歷
履歷是求職者資歷的摘要，通常用於申請企業職位，旨在呈現教育背景、工作經歷、核心技能，最多不超過兩頁。在美國與台灣，履歷是最常見的求職文件。

### 個人簡歷
個人簡歷（curriculum vitae, CV）詳列個人所有經歷，尤其是學術背景。除了教育與工作經驗，更著重於教學經驗、研究成果、獲獎紀錄、學術發表等。篇幅通常較長，常見超過兩頁。在美國，個人簡歷主要用於申請學術、教育、科學研究相關職位或獎學金。在歐洲、中東、非洲、部分亞洲國家，企業也要求求職者提供個人簡歷。

## 履歷的內容

### 常見項目
履歷通常包括以下內容：
- 基本資料：包含姓名、出生年月日、聯絡方式等。
- 學歷：通常以最高學歷為首，填寫學校、科系、修業年限。
- 能力與證照：例如語文能力、電腦操作能力、駕照等。
- 工作經驗：透過過往經歷、曾任職務，讓雇主了解求職者的性格傾向、領導能力等人格特質。
- 期望待遇：求職者可依據自身能力、市場行情填寫。
- 自傳：自傳內容通常包含出生地、家庭狀況、求學經歷、服務心得、自我評估（如個性、興趣、專長、抱負）等。[1][5]

### 照片
在許多國家，特別是美國、英國、加拿大，為了避免觸犯歧視，履歷通常不需要附上照片。在部分亞洲、歐洲國家，照片是專業履歷的一部分。履歷的照片一般是正式的半身照，避免生活照、自拍照。

## 相關法規

### 美國
在美國，聯邦法律並未規範履歷格式、長度，但有數項法規限制雇主，間接影響履歷內容。例如《民權法案》第七章及《就業年齡歧視法案》等，禁止雇主因種族、膚色、宗教、性別（包括懷孕、性別認同、性傾向）、國籍、年齡（40歲或以上）、身心障礙等歧視求職者。因此，求職者撰寫履歷時，不太會主動提供以下資訊：
- 照片
- 年齡
- 婚姻狀況等家庭資訊
- 宗教
- 政治傾向
- 健康狀況
- 社會安全號碼（SSN）[6][10]

### 臺灣
依據《就業服務法》第5條第2項第2款，招募單位在招募或正式僱用員工時，不可以任要求求職者提供非屬就業所需的隱私資料，也不能留置其身分證件。就業隱私資料包括：
1. 生理資訊：基因檢測、藥物測試、醫療測試、HIV檢測、智力測驗或指紋等。
2. 心理資訊：心理測驗、誠實測試或測謊等。
3. 個人生活資訊：信用紀錄、犯罪紀錄、懷孕計畫或背景調查等。[11]

若招募單位需要以上資料，必須提出與其經營目的或工作內容有正當、合理關聯的理由。若雇主因這些資訊而歧視求職者，最高可處新台幣30萬罰鍰。台灣求職者面試時，雇主經常要求填寫內部制式履歷，但制式履歷經常包括以上違法項目。

### 中國大陸
在中國大陸，履歷主要受到《中华人民共和国个人信息保护法》規範。
- 合法、正當、必要原則：處理履歷上的個人資訊必須有明確、合理的用途，並限於實現該目的的最小範圍。
- 告知同意原則：用人單位在收集求職者的履歷資訊時，需明確告知其處理目的、方式、種類、保存期限以及個人資訊處理者的名稱和聯絡方式。對於如健康狀況、金融帳戶等敏感個人資訊，則需獲得求職者同意。
- 資料安全保障：用人單位有責任採取必要措施，保障所收集履歷資訊的安全，防止資訊洩露、篡改或遺失。[16][17]

### 新加坡
新加坡2012年頒布《個人資料保護法令》（Personal Data Protection Act, PDPA），適用於所有在新加坡收集、使用或揭露個人資料的組織。
該法規要求企業在收集履歷資料前，必須明確告知求職者收集資料的目的，例如用於招聘評估，並取得其同意。企業應確保所收集的個人資料僅用於已告知的目的，不得用於無關用途。企業有責任保護資料安全，防止任何未經授權的存取或洩露。

### 馬來西亞
馬來西亞的《個人資料保護法令》（Personal Data Protection Act, PDPA）於2010年實施，2024年修訂。企業在處理履歷資料前，必須取得求職者的自願同意，並以書面或口頭形式告知當事人處理資料的目的。企業也必須採取足夠的技術與組織措施，保護履歷上的個人資料被濫用、遺失、未經授權存取、修改或洩露。